# Antonin Vězda
Antonin Vězda est un botaniste tchèque spécialiste des lichens, né à Brno le 25 novembre 1920 et mort le 10 novembre 2008.

## Sources
- (en) Farkas, E., Lücking, R. & Wirth, V., 2010. A Tribute to Antonin Vězda (1920–2008). The Lichenologist, 42 (1), 1-5. DOI 10.1017/S0024282909990594.
- (en) Farkas, E., Lücking, R. & Wirth, V., 2010. In memoriam Antonin Vězda (1920–2008). Acta Botanica Hungarica, 52 (1-2), 9-21. DOI 10.1556/ABot.52.2010.1-2.2.